# ان‌جی‌سی ۹۹
ان‌جی‌سی ۹۹ (به انگلیسی: NGC 99) یک کهکشان مارپیچی با قدر ظاهری ۱۴ است که در صورت فلکی ماهی قرار دارد.